# Heidi Voelker
Heidi Voelker (ur. 29 października 1969 w Pittsfield) – amerykańska narciarka alpejska, srebrna medalistka mistrzostw świata juniorów.

## Kariera
Po raz pierwszy na arenie międzynarodowej pojawiła się w 1987 roku, startując na mistrzostwach świata juniorów w Sälen/Hemsedal. Zdobyła tam srebrny medal w slalomie, zajęła 5. miejsce w kombinacji, 19. w zjeździe i 23. miejsce w gigancie.
W zawodach Pucharu Świata zadebiutowała 30 listopada 1987 roku w Courmayeur, gdzie zajęła 15. miejsce w slalomie. Tym samym już w debiucie zdobyła pierwsze pucharowe punkty. Na podium zawodów PŚ jedyny raz stanęła 5 stycznia 1994 roku w Morzine, kończąc slalom na trzeciej pozycji. W zawodach tych wyprzedziły ją jedynie Włoszka Deborah Compagnoni i Austriaczka Anita Wachter. W sezonie 1993/1994 zajęła 30. miejsce w klasyfikacji generalnej, a w klasyfikacji giganta była siódma.
Wystartowała na igrzyskach olimpijskich w Calgary w 1988 roku, gdzie nie ukończyła giganta i slalomu. Na rozgrywanych cztery lata później igrzyskach w Albertville zajęła 20. miejsce w slalomie. Brała również udział w igrzyskach w Lillehammer w 1994 roku, gdzie nie ukończyła giganta. Była też między innymi ósma w slalomie podczas mistrzostw świata w Saalbach-Hinterglemm w 1991 roku.

## Osiągnięcia

### Igrzyska olimpijskie
| Miejsce | Dzień     | Rok  | Miejscowość | Konkurencja | Czas biegu | Strata | Zwyciężczyni       |
| ------- | --------- | ---- | ----------- | ----------- | ---------- | ------ | ------------------ |
| DNF2    | 24 lutego | 1988 | Calgary     | Gigant      | 2:06,49    | -      | Vreni Schneider    |
| DNF1    | 26 lutego | 1988 | Calgary     | Slalom      | 1:36,69    | -      | Vreni Schneider    |
| 20.     | 20 lutego | 1992 | Albertville | Slalom      | 1:32,68    | +5,01  | Petra Kronberger   |
| DNF2    | 24 lutego | 1994 | Lillehammer | Gigant      | 2:30,97    | -      | Deborah Compagnoni |

### Mistrzostwa świata
| Miejsce | Dzień     | Rok  | Miejscowość | Konkurencja | Czas biegu | Strata | Zwyciężczyni    |
| ------- | --------- | ---- | ----------- | ----------- | ---------- | ------ | --------------- |
| 14.     | 11 lutego | 1989 | Vail        | Gigant      | 2:29,37    | +5,49  | Vreni Schneider |
| 8.      | 1 lutego  | 1991 | Saalbach    | Slalom      | 1:25,90    | +1,83  | Vreni Schneider |

### Mistrzostwa świata juniorów
| Miejsce | Dzień    | Rok  | Miejscowość | Konkurencja | Czas biegu | Strata | Zwyciężczyni       |
| ------- | -------- | ---- | ----------- | ----------- | ---------- | ------ | ------------------ |
| 23.     | 20 marca | 1987 | Sälen       | Gigant      | 2:22,07    | +3,94  | Deborah Compagnoni |
| 2.      | 21 marca | 1987 | Sälen       | Slalom      | 1:39,41    | +0,33  | Ingrid Stöckl      |
| 19.     | 26 marca | 1987 | Hemsedal    | Zjazd       | 1:29,50    | +3,77  | Marika Daxer       |
| 5.      | 26 marca | 1987 | Hemsedal    | Kombinacja  | ?          | -      | Sabine Ginther     |

### Puchar Świata

#### Miejsca w klasyfikacji generalnej
- sezon 1987/1988: 63.
- sezon 1988/1989: 66.
- sezon 1989/1990: 67.
- sezon 1990/1991: 57.
- sezon 1991/1992: 78.
- sezon 1992/1993: 96.
- sezon 1993/1994: 30.
- sezon 1994/1995: 81.

#### Miejsca na podium
1. Morzine – 5 stycznia 1994 (gigant) – 3. miejsce